# 1122 (漫画)
『1122』（いいふうふ）は、渡辺ペコによる日本の漫画作品。『月刊モーニングtwo』（講談社）にて、2016年11月号から2020年7月号まで連載された。2025年5月時点で紙と電子書籍の累計部数が210万部を突破している。
スピンオフ『1122 五代夫婦の場合』（いいふうふ ごだいふうふのばあい）が『モーニング・ツー』にて、2025年5月15日より連載されている。

## 制作背景

### 構想
作者の渡辺ペコは、当初は取材して執筆するような内容を想定していた。しかし担当編集者と「もう少し身近な感覚で描けるものがいいかも」と話していた際に、「夫婦のことを描いてみたい」と浮かんだ。不仲でのちに離婚したという渡辺の両親は、典型的な結婚の失敗例で、それを身近に見てきたからこそ、「永遠の愛を誓う婚姻制度」に不信感や疑問を持っていた。少女漫画から「付き合っている男性からプロポーズを受けることは幸せで、嬉しいこと」と認識していたものの、渡辺の若いころは結婚が「ひとつのゴールのように設定」されていてよいものだという世間の印象が強かったこともあり、渡辺にとって結婚は「なんだか怖いもの」であったため、交際相手が結婚を意識させてくると警戒するほどであった。30代になり、知人や編集者から聞いた話から仲がよい夫婦やカップルほど性的なつながりがないと知り、発言小町（読売新聞社）の「トピックを全部知ってると言える」ほど読んだところ、いつもトピックスの上位にあるほどセックスレスの話題が多く、そこから「世間や社会を見たとき、年を取るほど相手に対して憎悪や嫌悪感を抱くような状況を感じることも多かった」という渡辺は、一種の到達点でよいものとされる結婚と、「蓋を開けるとうまくいっていない」現状に疑問を抱いた。「結婚の社会的なイメージと、個人的な認識にずれ」があると自覚していた渡辺は、「結婚」や「夫婦」について考えたいという思いで本作を執筆している。不倫を題材とした作品はもともと存在していたが、本作の連載開始後に「夫婦間で新しい関係性を模索したり、性的なものをどう扱うかというところを描いた漫画や小説が増えてきたイメージ」だと渡辺は話している。連載開始の2016年当時、本作は「新しいですね」と言われたという。

### ストーリー
渡辺が憲法に関連する書籍を読んでいた際、第24条の条文を目にした。渡辺は「第24条の条文自体は、とても前向きで背中を押してくれるような文言」だと感じ、「婚姻関係について、両者の平等とお互いの協力が根底にあるのだと明文化していること」に感銘を受けた。「こういうことを伝える漫画」だと読者に伝わりやすいよう、本作の冒頭に第24条を入れている。
夫婦によるが「セックスは夫婦にとって、コミュニケーションのひとつ」ではあるが、レスが問題というよりそれに関して相手と対話ができないことが問題である。フィクションで「普段は粗暴な男が妻と頻繁にセックスしてる、みたいな描写がある」ことから、昭和やそれ以前の時代では「逆にセックスだけで繋がっている夫婦もいたかもしれない」と思い、渡辺はそれに恐怖を感じるため、本作では「その逆を描いてみたかったというのもあったかもしれない」と話している。タイトルが『1122』（いい夫婦）であるため、いい夫婦とは何か取材で訊ねられることがあったが、渡辺は返答が難しかったという。渡辺はその「言葉が持つ欺瞞とか難しさとか、それを冠にしてしまうことの危険みたいなものを強く感じて」いたが、何度も質問を受けるうちに、「その言葉に囚われないこと」と「信頼と敬意があること」ではないかと考えた。しかし昭和のフィクションでの夫婦は「愛情で繋がったひとつの終着点」のように描かれていた気がしており、「夫婦関係、恋人関係のなかで、愛や恋愛感情や性欲はエモーショナルに描かれていた」気がするが、フィクションの中では信頼と敬意を「あまり見たことがない」と渡辺は話している。
最終的に一子と二也が離婚する展開について、当初から構想されていたわけではなく、「いろいろ描いていたら、やっぱり離婚することになっちゃった」と渡辺は話している。離婚について悪い選択肢だと考えていないが、話として考えると「もうちょっと頑張ってみよう」と思い、担当編集者と話し、ふたりが戻るにあたり必要なものを考えた結果、それは結婚という形でなくてもいいのではないかと浮かんだという。

### キャラクター
渡辺が本作を描けたのは「一子と二也の生活水準やパワーバランスが同じぐらいだから」であるといい、そのため一子は強気で言いたいことが言えるという。ふたりとも働いており健康でいるのであれば、「双方が仕事とは別に家事もやるべき」と考え、意識して役割が平等に描かれている。その上、家事をやる人とやらない人がいる場合、やらない人が「浮気や不倫をすると、パートナーがよりかわいそう」に見え、特に女性がそういうように見えると「経済的なパワーバランスがあるとしても、それは嫌」と渡辺は考えていたが、「二也が一子以外と関係を持つ」展開であるため、二也に「しっかり家事をしていてほしい」と思い、描かれている。
二也が美月に対し恋愛的な好意がある展開で、さらに「一子も恋愛だとちょっとくどくなる」上に、「どっちが純度の高い恋か」というストーリーにはしたくないと渡辺は考えた。対比にするために、「二也が恋でうっとりしている」ことに対し「一子は恋ではなく、性的な欲求や精神的なものを満たすためにサービスを利用する」というように描いている。一子が女性用風俗を利用したことについて、二也は「若い男を金で買った」という嫌悪感を抱く場面も、渡辺は描きたかったと話している。しかし渡辺は「女性も買う側になる」ことについてよいと思って描いたものの、「世にある男性が買う側の現状を考えると全然よく思えない」という。

## 反響
「公認不倫」の言葉が独り歩きし、読者から不倫は最低という見識、特に「二也に対する非難」の声が多く寄せられた。渡辺は過程の上で「一子のちょっとした乱暴さや粗暴さ、思いやりの無さも描いていた」が、「不倫は最低」という声が多かったという。一方、一子が女性向け風俗のサロンで礼にときめき、施術を予約する場面では読者から応援する声の大きい反響があった。二也の不倫に対しては非難の声であったが、一子についてはSNS上などで「よかったね」という反応であったという。

## 書誌情報
- 渡辺ペコ『1122』 講談社〈モーニングKC〉、全7巻
  1. 2017年5月23日発売[14][講 1]、ISBN 978-4-06-388733-4
  2. 2017年11月22日発売[講 3]、ISBN 978-4-06-510450-7
  3. 2018年5月23日発売[講 4]、ISBN 978-4-06-511481-0
  4. 2018年11月22日発売[講 5]、ISBN 978-4-06-513570-9
  5. 2019年5月23日発売[講 6]、ISBN 978-4-06-515482-3
  6. 2019年11月22日発売[講 7]、ISBN 978-4-06-517757-0
  7. 2020年7月20日発売[講 2]、ISBN 978-4-06-519911-4

## 配信ドラマ
『1122 いいふうふ』のタイトルで、2024年6月14日からAmazon Prime Videoにて世界独占配信されている。主演は高畑充希と岡田将生。

### キャスト

#### 相原家
相原一子（いちこ）
演 - 高畑充希
ウェブデザイナー。二也とは結婚7年目。
相原二也（おとや）
演 - 岡田将生
文具メーカー「シロバンビ」勤務。一子に拒まれて以来セックスレス。

#### 柏木家
柏木美月
演 - 西野七瀬
同僚の志朗と結婚し現在は専業主婦。二也と生花教室で知り合い“恋人”となる。
柏木志朗
演 - 高良健吾
同僚の美月をストーカーから守ったことで親しくなり結婚した。とても不器用な人間。
柏木ひろ
演 - 千葉惣二朗
夫婦の息子。発達障害の兆候が見られ、療育園に通っている。

#### 周辺人物
池端礼
演 - 吉野北人（第2話 - 第6話）
女性用風俗店「花園」のセラピスト。
小杉恵
演 - 中田クルミ（第1話・第3話・第5話 - 第7話）
一子の女子会仲間。お互いの性事情や夫婦関係などを話せる友人。
ユリ
演 - 宇垣美里（第1話・第7話）
同上。
たまえ
演 - 土村芳（第1話・第7話）
同上。
五代敦史
演 - 成田凌（第1話・第7話）
一子の大学時代の美術系サークル仲間。不倫が妻にバレて夫婦関係修復中。

#### ゲスト

##### 第1話
バーテン
演 - 嶺豪一
一子が五代と会ったバー「BUTTER」の店員。
院長
演 - 片桐はいり（第7話）
一子のクライアント「みどり整体」の院長。

##### 第2話
相原とう子
演 - 菊池亜希子（第6話・第7話）
二也の姉。
楠田
演 - 市川実和子
女性用エステサロン風俗店「花園」の代表。
先生
演 - 田村たがめ（第3話・第5話・第7話）
二也と美月が出逢った生花教室の先生。
洋一
演 - 諏訪太朗
二也のおじさん。
洋子
声 - 池谷のぶえ
志朗の母。美月の義母。
社員
演 - 岡部尚、川村瑞樹（第5話）、サトウヒロキ（第5話）、岡崎ゆう（第3話）
文具メーカー「シロバンビ」での二也の同僚。
先生
演 - 永井ちひろ（第5話）
ひろが通う「モーニングサン療育園」の先生。
同僚
演 - 泉拓磨
志朗の同僚。
女の子
演 - 秋山加奈、佐藤恋和、山中志笑
公園でボール遊びをしていたらひろにボールを奪われた女の子たち。
母親
演 - 内藤ゆき、内山由香莉、千広真弓
女の子の母親たち。
相原咲子
演 - 宮崎美子（第7話）
二也の母。
笹塚きみ子
演 - 森尾由美
美月の母。
山根奈々
演 - 風吹ジュン（第5話 - 第7話）
一子の母。
生徒
演 - 金子愛（第3話・第5話・第7話）、榎本優太（第3話・第5話・第7話）
生花教室の生徒。

##### 第3話
水野愛子
演 - 高田里穂
講苑社の編集者。二也と大学が一緒だった元カノ。
太郎、井出ゆり子
演 - 髙橋雄祐、増澤璃凛子
新郎新婦。太郎は二也と大学のサークル仲間。二人の結婚パーティで二也と一子は出逢った。
店員
演 - 木村知貴
二也と一子がパーティを抜け出し行ったバー「GRAPES OMOTESANDO」の店員。
女性
演 - 川上さわ
志朗の部下女性。
店員
演 - 柿森まなみ
二也と美月が逢っていたカフェの店員。
男性
演 - 山口雄大
美月のストーカー。もともとは知人だった。

##### 第4話
フロントマン
演 - 前原滉
二也が美月と逢っていたホテルのフロントマン。
医師
演 - 大古知遣
救急センター医師。

##### 第5話
女性
演 - 内田理央
志朗が一人で飲んでいたバーに現れた女性客。
バーテンダー
演 - 芹澤興人
同バーの店員。
店員
演 - 真織、齋藤礼
一子が礼と逢っていたカフェ「HORIGUCHI COFFEE」の店員。

##### 第6話
医師
演 - 安澤千草
美月のかかりつけ医。
新郎、新婦、子供
演 - 岡部成司、高橋花生（役名：ゆい）、渋谷そらじ
柏木家が参列した結婚披露宴の新郎新婦と連れ子。

##### 第7話
楠木総司
演 - 岩谷健司
あらかわレディースクリニック医師。
社員
演 - 橋本淳
不動産屋の社員。
葬儀屋
演 - 浅野令子
奈々の葬儀の担当。
カップル
演 - 村田凪、内藤詩音
売りに出た一子と二也名義の部屋の内見に訪れたカップル。

### 配信日程
| 話数  | 配信日  | 配信時間 |
| ----- | ------- | -------- |
| 第1話 | 6月14日 | 57分     |
| 第2話 | 6月14日 | 61分     |
| 第3話 | 6月14日 | 67分     |
| 第4話 | 6月21日 | 54分     |
| 第5話 | 6月21日 | 53分     |
| 第6話 | 6月28日 | 89分     |
| 第7話 | 6月28日 | 69分     |

### スタッフ
- 原作 - 渡辺ペコ『1122』（講談社『モーニング・ツー』所載）[15][16]
- 監督 - 今泉力哉[15]
- 脚本 - 今泉かおり[15]
- 企画・プロデュース - 佐藤順⼦[15]
- 音楽 - 池永正二
- 主題歌 - スピッツ「i-O（修理のうた）」[45]
- 製作 - 石井紹良
- エグゼクティブ・プロデューサー - 中村優子
- ラインプロデューサー - 山内遊
- 撮影 - 四宮秀俊
- Bキャメ - 酒村多緒
- 照明 - 秋山恵二郎
- 録音 - 島津未来介
- 美術 - 中村哲太郎
- 装飾 - 池田亮平
- 小道具 - 藤田真里
- 衣裳 - 馬場恭子
- ヘアメイク - 寺沢ルミ、杉本あゆみ
- キャスティング - おおずさわこ
- 編集 - 相良直一郎
- 音響効果 - 勝亦さくら
- 助監督 - 中里洋一
- 制作担当 - 貴船あかり
- 生け花監修 - 華道家・大谷美香[46]
- インティマシーコーディネーター - 浅田智穂
- 制作プロダクション - Lat-Lon
- 製作 - murmur